# 赤虎街道
赤虎街道是中华人民共和国河南省南阳市宛城区下辖的一个街道办事处。

## 行政区划
赤虎街道下辖以下村级行政区划单位：
牛庄社区、田李庄社区、田店村、龚营村、岳庄村、小高村、忽桥村、前营村、大尹庄村、宗坡村、何上寨村、小尹庄村、华山区居委会、大庆区居委会、中原区居委会、恒山区居委会、黄山区居委会。